# Andrezinho (calciatore 1975)
André Luiz Ladaga, meglio conosciuto come Andrezinho (Rio de Janeiro, 19 febbraio 1975), è un ex calciatore brasiliano naturalizzato azero, di ruolo centrocampista.

## Carriera

### Club
Durante la sua carriera ha giocato con numerose squadre di club, tra cui anche il Baku.

### Nazionale
Conta 11 presenze ed una rete con la nazionale azera.

## Palmarès

### Club

#### Competizioni nazionali
- Coppa dell'Azerbaigian: 1

Baku: 2004-2005

#### Competizioni statali
- Taça Rio: 1

Vasco da Gama: 2001